# 山口太一
山口 太一（やまぐち たいち、1935年12月20日 - 2010年6月18日）は、日本の漫画家。本名：山口 太一（やまぐち たかかつ）。ナンセンス漫画や、児童向け学習漫画などで活躍した。

## 経歴・人物
福島県石城郡内郷村（のちのいわき市）出身。1938年、公務員の父の赴任地だった満州・大連市に一家で渡る。終戦時は普蘭店で迎え、1946年12月に引き揚げ、母の郷里の千葉を経て、父の復員に合わせて内郷に戻る。
中学時代に『寒がり屋のサブちゃん』と題するストーリー漫画を『漫画少年』に投稿して特選に入賞。このほか毎日中学生新聞や、地元紙に漫画を投稿する。福島県立磐城高等学校卒業後、上京。東京芸術大学美術学部の受験に失敗するが、東京に残って漫画の持ち込み活動を開始し、文藝春秋社で加藤芳郎を紹介される。加藤宅をたずねたところ「書生をしてみる気はあるか」と誘われ、通う生活をはじめるが、わずか1週間で「漫画家で書生を長くやって成功した人は少ない。君ももう少し世間で苦労してきたらどうか」と告げられ、新聞社の記事割り付けと写植入れの仕事に従事。上京8ヶ月後、実家の父親の看病のためいったん帰郷。父の仕事だった戸部炭鉱の測量事務員を継ぐかたわら、『常磐毎日新聞』で4コマ漫画『モクさん』を連載した。
1959年に炭鉱の仕事をやめ、「失業保険と『モクさん』の稿料」を頼りに再び上京し、銀座の広告会社に勤務。そのかたわら、『週刊漫画TIMES』などに投稿を重ねた。翌年、同僚を通じて『デイリースポーツ』に4コマ漫画が新連載される計画を知り、加藤の強い推薦もあって山口の『Qさん』の連載が開始された。
週刊誌の隆盛とともに、山口個人にかかる仕事の負担が殺人的になっていった。ある日、眠気を覚ますために顔を叩いたところ、あごの骨が割れ、歯を抜いての手術を余儀なくされた。また、大人向け漫画は色気を売る方向にシフトしていったため、山口の「体質に合わず」、1970年ごろから、『中2時代』（旺文社）、『○年の学習』（学研）などに舞台を移し、もともとの志望だった児童・学生向け漫画に仕事の中心をシフトしていった。『○年の学習』には、『名探偵 荒馬宗介(めいたんてい あらまそうかい)』や『ガミガミじいさん』などの学習漫画を長きに渡り描き続けたほか、共同通信社の配信による各地の地方紙朝刊の4コマ漫画『ナウちゃん』『花野さん日記』を長年連載した。
肺炎のため、東京都東大和市の病院で死去。74歳没。

## 主な作品
漫画
- Qさん（デイリースポーツ）[2]
- 名探偵 荒馬宗介（○年の学習）[2]
- ふぐしまくん（旺文社の学習雑誌）[2]
- ナウちゃん→花野さん日記（各地の地方紙朝刊）[2]
- ガミガミじいさん（○年の学習）[4]
- ロンロン船長
- まんがで学習シリーズ（あかね書房）[2]
- あーちぇりー天国（4コマ漫画　雑誌アーチェリーに連載坂本企画室～レオ・プランニング）
- 三選されるか池田さん（土曜漫画）[5]

イラストレーション、キャラクターデザイン
- マガーク少年探偵団 - 日本語版の挿絵（あかね書房）
- ポコリンコ - 日新火災海上保険のキャラクター